# 14974 Початки
14974 Початки (14974 Počátky) — астероїд головного поясу, відкритий 22 вересня 1997 року.
Тіссеранів параметр щодо Юпітера — 3,392.